# Bocchus I.

Bocchus I.

Bocchus I. war König von Mauretanien um 110 bis 80 v. Chr.
Im Jugurthinischen Krieg (111–105 v. Chr.) zwischen dem numidischen König Jugurtha und dem Römischen Reich blieb er bis 108 v. Chr. neutral, schlug sich dann jedoch auf die Seite seines Schwiegersohns Jugurtha. Später verriet er Jugurtha und lieferte ihn 105 v. Chr. an Sulla aus. Anschließend schloss er ein amicitia-Verhältnis („Freundschaft“) mit Rom. Ein Teil von Numidien wurde seinem Reich zugeschlagen, über das restliche Numidien herrschte Gauda.
Bocchus hatte drei namentlich bekannte Söhne, Bogudes (nicht mit seinem Enkel Bogud zu verwechseln), Volux, ein Armeekommandant, und Mastanesosus, dem er den Thron hinterließ. Mastanesosus hatte zwei Söhne, die nach seinem Tod über das geteilte Mauretanien herrschten: Bocchus (II.) und Bogud.